# 세스토 1º 마조역
세스토 프리모 마조 역(이탈리아어: Sesto Primo Maggio)은 밀라노 지하철 1호선의 역이다. 1986년 1호선의 새로운 종착역이 되면서 문을 열었다.
세스토 프리모 마조 역은 밀라노의 시 구역 바깥인 세스토산조반니 코무네에 있다. 따라서 이 역에서 판매하는 승차권은 시 구역 내에 위치한 역에서 판매하는 승차권보다 요금이 65% 정도 더 든다. 지하에 있으며, 한 개의 터널에 2개 승강장, 2개 선로를 가지고 있다.

## 환승
세스토 프리모 마조 역은 페로비에 델로 스타토가 운영하는 철도역인 세스토 산 조반니 역 지하에 지어져서 바로 이용할 수 있다. 또한 ATM이 운영하는 차량으로 노르데스트 교통과 브리안차 교통의 일부 노선이 운행된다.

## 시설
이 역에는 다음과 같은 시설이 있다.
- 장애인 승객을 위한 접근 시설
- 엘레베이터
- 에스컬레이터
- 승차권 자동판매기
- 역 감시카메라

## 사진

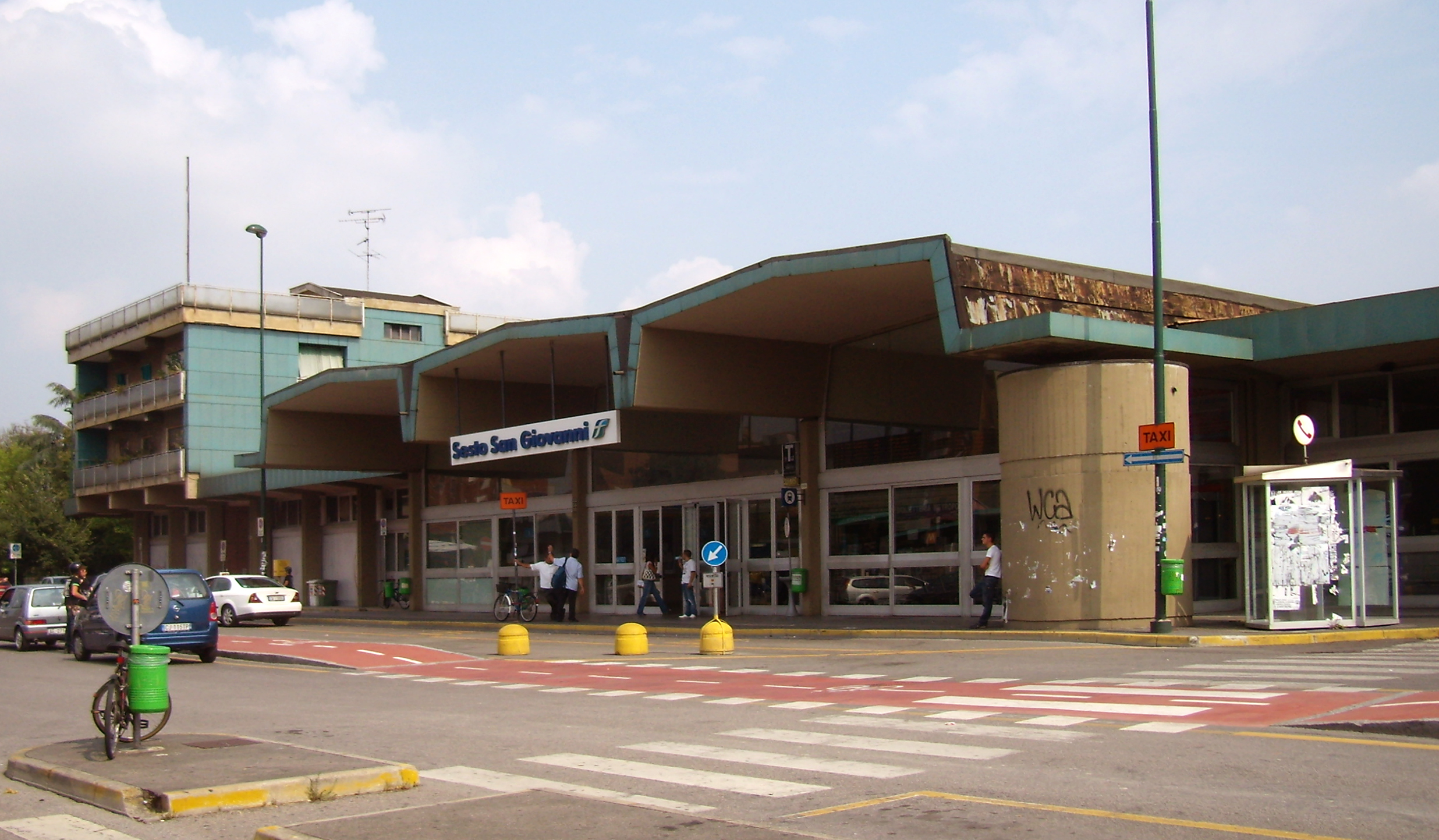
부근에 있는 세스토 산 조반니 철도역
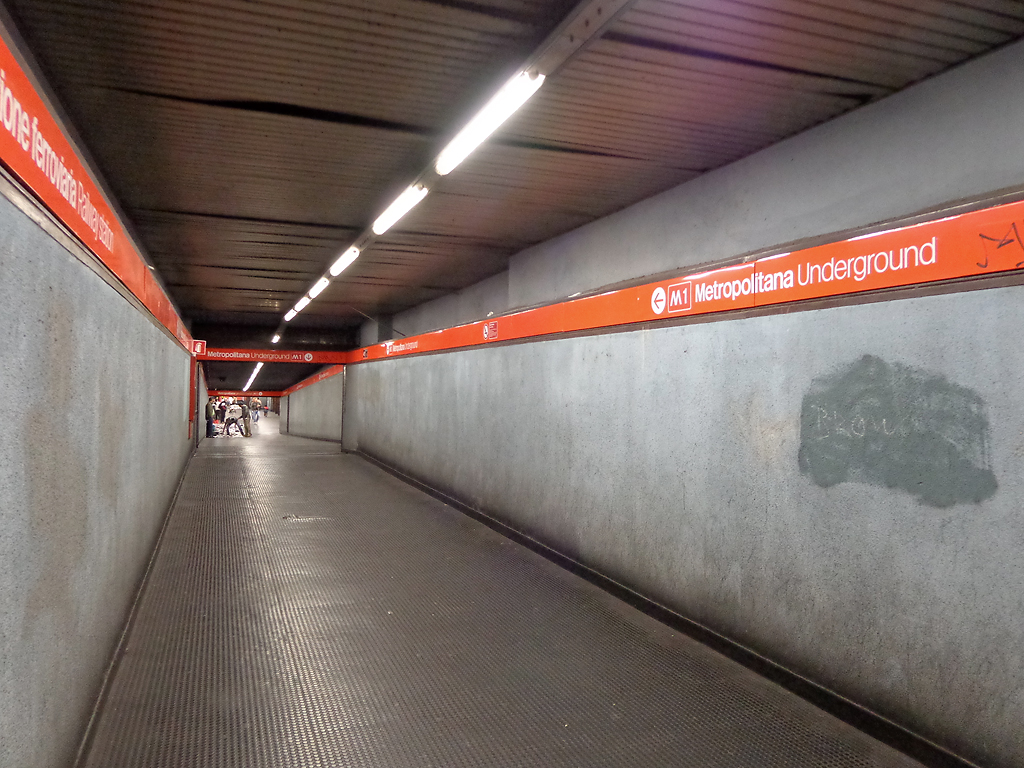
세스토 프리모 마조 역내 통로

| 밀라노 지하철 | 밀라노 지하철       | 밀라노 지하철                    |
| ------------- | ------------------- | -------------------------------- |
| 시·종착역     | 밀라노 지하철 1호선 | 세스토 론도 로 피에라 / 비셸리에 |